# Thamnium mexicanum
Thamnium mexicanum là một loài Rêu trong họ Neckeraceae. Loài này được (Schimp. ex Besch.) Kindb. miêu tả khoa học đầu tiên năm 1902.